# Staatsregeling
Een Staatsregeling vormt de constitutie van een land in het Caribisch gebied van het Koninkrijk der Nederlanden. 
Artikel 42 van het Statuut voor het Koninkrijk der Nederlanden regelt het bestaan van de Staatsregelingen en bepaalt dat ze bij landsverordening worden vastgesteld en gewijzigd. Voor de aanname van een landsverordening tot wijziging van de Staatsregeling is een tweederdemeerderheid van de uitgebrachte stemmen vereist.
De overzeese landen hebben geen volledige constitutieve autonomie. Artikel 44 van het Statuut bepaalt dat wijzigingen van bepalingen in de staatsregeling omtrent fundamentele menselijke rechten en vrijheden, de gouverneur, het parlement en de rechtspraak goedkeuring van de regering van het Koninkrijk behoeven.

## Staatsregelingen
- Staatsregeling van Suriname
- Staatsregeling van de Nederlandse Antillen
- Staatsregeling van Aruba
- Staatsregeling van Curaçao
- Staatsregeling van Sint Maarten

## Staatsregelingen van voor de introductie van het Statuut
Ook voor de introductie van het Statuut voor het Koninkrijk der Nederlanden, werd de term "Staatsregeling" al gebruikt, maar dan voor de wetten die de staatsinrichting van de Overzeese Rijksdelen regelden.
In 1922 werd het begrip "kolonie" uit de Nederlandse Grondwet gehaald. Het nieuw geformuleerde artikel 61 bepaalde voortaan dat de staatsinrichting van Nederlands-Indië, Suriname en Curaçao door de wet werden vastgesteld en verving daarmee de oude bepaling over de reglementen op het beleid der regering in de koloniën (regeringsreglement).
Op 1 januari 1926 trad de Wet op de Staatsinrichting van Nederlandsch-Indië (Indische Staatsregeling) in werking. Op 1 april 1937 volgde de inwerkingtreding van de Wet op de Staatsinrichting van Suriname (Surinaamsche Staatsregeling) en de Wet op de Staatsinrichting van Curaçao (Curaçaosche Staatsregeling). Het betrof in alle gevallen geen nieuwe wetten, maar een grondige wijziging van de uit 1855 (Nederlands-Indië) en 1865 (Suriname en Curaçao) stammende regeringsreglementen van de drie koloniën. Ter voorbereiding op de nieuwe rechtsorde van het Koninkrijk, werden in 1950 bij wet (de zogenoemde interimregelingen) de bestaande staatsregelingen opnieuw grondig gewijzigd en werden voortaan "landsregelingen" genoemd.  
Nederlands-Nieuw-Guinea kende met de bewindsregeling een vergelijkbare regeling van de staatsinrichting. De bewindsregeling werd eind 1949 bij koninklijk besluit vastgesteld en in 1955 door een wet in gewijzigde vorm bevestigd.

## Staatsregeling 1798
De Staatsregeling 1798 vormde de constitutie van de Bataafse Republiek.